# Quake Live
Quake Live (раніше Quake Zero) — онлайновий багатокористувацький браузерний шутер від першої особи, виданий компанією id Software в 2009 році. Гра позиціонується як спрощена версія Quake III Arena і його аддону Team Arena. Гра також виконує функції соціальної мережі: гравці можуть створювати списки друзів, спілкуватися, не виходячи з гри, слідкувати за розкладом поєдинків і турнірів, порівнювати персональну статистику.
Джон Кармак анонсував Quake Live на виставці QuakeCon в серпні 2007 року. З 24 січня 2009 року почате відкрите бета тестування гри. За перші шість годин з моменту початку реєстрації гравців, охочих узяти участь у цьому бета тестуванні, було створено 113 тис. облікових записів.
До листопада 2009 року було зареєстровано понад мільйон користувачів. Наразі доступний тільки на платформі Steam.

## Ігровий процес

Фото з гри. Зроблене не з повноекранного режиму.

### Основи
Технічно, Quake Live — це модифікована версія Quake III Arena, що зберігає її основні принципи та візуальний стиль. Гравець так само керує бійцем-гладіатором, котрий бореться з іншими бійцями на аренах задля досягнення поставленої в конкретному режимі цілі. Гладіатори володіють запасом здоров'я, бронею та зброєю, що піднімається на картах. На картах розкидано боєприпаси та бонуси, а також бійці можуть підібрати предмети, котрі потім використати в будь-який час. На деяких аренах розміщені трампліни, двері, перемикачі, телепорти, а також пастки.
Деякі нюанси ігрової графіки були спрощені в порівняні з Quake III: прибрано більшість візуальних ефектів, бризки крові, рештки тіл (англ. gibs) — замість них з'являються іскри. В то же час, зберігши притаманну оригіналу оптимізацію, гра використовує текстури більшої роздільної здатності і краще опрацьовує тривимірні моделі бійців.
Всі карти Quake Live перероблені, порівняно з Quake III Arena. для збалансованішої гри. Всього в грі 48 карт, призначених для різних типів гри.

### Режими
- Duel: Гравці б'ються 1 на 1 впродовж 10 хвилин, при цьому бійці після загибелі відроджуються у випадковому місці, а вбивці зараховується фраг. При самогубстві (коли боєць падає в прірву, лаву чи іншу пастку, або підривається на власній гранаті) фраг віднімається. Перемагає той, хто набере більше фрагів до закінчення раунду.
- Free For All (FFA): кожен учасник б'ється проти всіх інших. Бійці відроджуються після загибелі. Мета — досягнути ліміту в 30 фрагів до завершення раунду, або мати найбільше фрагів.
- Team Deathmatch (TDM, Team DM): режим схожий на Free For All, тільки всі учасники поділені на дві протиборчі команди.
  - Pro Team Deathmatch: Варіація Team DM для гравців з високими навичками гри. Зброя на карті поновлюється після взяття на тому ж місці через 30 секунд замість звичайних 12.
  - Pro TDM 2V2, Team DM 2V2: аналогічний попереднім режимам гри, але тут за кожну команду грає не більше двох гравців.
- Capture the Flag (CTF): кожна команда має по одній базі, де знаходиться її прапор. Завдання бійців — захопити прапор противника з його бази, і принести його на власну базу. Перемагає команда, що першою доставить ворожий прапор на свою базу 8 разів, або зробить це більше разів до того як вичерпається 20 хвилин.
- Instagib: особливий режим Free For All, Capture the Flag та Team Deathmatch. Гравцям доступний лише один вид зброї — Railgun. Смерть наступає з першого пострілу. На картах немає додаткового спорядження (здоров'я, набої тощо). Ранг серверам не присвоюється.
- Clan Arena: командний режим, різновид моду Rocket Arena, популярного ще за часів першої частини Quake. Протиборчі команди змагаються у знищенні одна одної. Команді-переможниці присуджується 1 очко за раунд. Перемагає команда, що першою набирає 10 очок. Кожний гравець при цьому має всі види зброї доступні на карті, 200 очок здоров'я (не зменшується з часом), 100 броні і повний боєзапас. Якщо боєць помер, то впродовж раунду більше не відроджується. Гравці можуть використовувати Rocket jump (RJ) і Plasma Run без шкоди собі.
  - Large Clan Arena: відрізняється від попереднього кількістю гравців (16 замість 10).
- Freeze Tag (FT): командний режим для гравців з Premium підпискою, який об'єднує елементи Clan Arena та Team Deathmatch. Замість того щоб після смерті переходити у режим spectate (глядач) боєць стає «замороженим», та залишається в такому стані доки інший боєць з його команди не «розморозить» його, шляхом стояння поряд протягом декількох секунд. Коли усі учасники однієї з команд «заморожені» — інша команда перемагає, та раунд починається знову.
  - InstaFreeze (IFT): аналогічний режим, лише «замороження» відбувається від єдиного влучання. Ранг серверам не присвоюється.
- Domination (DOM): команди змагаються за володіння точками, що приносить їм очки. Перемагає та, що отримає найбільше очок до закінчення раунду.
- Attack & Defend (A&D): учасники поділяються на команди Нападників і Захисників. Їм видається 200 очок здоров'я, 100 броні та вся зброя. Захисники повинні захистити прапор, а Нападники — відібрати його. Захисники перемагають, якщо знищують всіх Нападників, а Нападники — якщо знищують Захисників або захоплюють прапор. В наступному раунді бійці міняються ролями.
- Red Rover (RR): учасники поділяються на Червону і Синю команди. Вбиті бійці відроджуються як учасники команди противника. Раунд триває доти, поки одна з команд не буде цілком знищена. Коли боєць вбиває ворога, він отримує переможне очко, якщо гине — очко віднімається. Перемагає той, чий рахунок по завершенню раунду буде найвищий.

### Мапи
За основу преважної більшості мап були взяті карти оригінального Quake III, багато мап перероблені, але класичні dm6, dm7, dm17 залишили без змін, за виключенням невеликих доробок в плані балансу боєзапасів. Карти мають імена, що починаються з qz, що є посиланням до Quake Zero — першій назві гри.
Деякі карти з аддону Team Arena не були перенесені, ймовірно через незбалансованість.

## Оновлення
На початку літа 2009 року id Software випустила оновлення «6 new maps in 6 weeks!», що складаються з шести нових карт для всіх режимів гри — Hidden Fortress (DM, TDM, CA), Siberia (CTF), Bloodlust (CTF), Blood Run (DUEL, DM, TDM), Courtyard Conundrum (CTF), Quarantine (CA, DM, TDM).Пізніше була створена ще одна карта Fallout Bunker(CTF). Крім того регулярно, декілька разів на місяць, виходять невеликі доповнення. А також розробники кожних вихідних створюють особливі сервери на котрих міняють деякі параметри (кількість гравців, збитки від зброї, час появи зброї, гравітацію) з метою урізноманітнення процесу гри, а також з метою отримання відгуків користувачі, для подальшого удосконалення гри.
6 Серпня 2010 року гра офіційно вийшла з режиму Бета тестування, та стала частково платною. З'явилися три виду підписок: Standard, Premium та Pro. Детальну різницю між підписками можна знайти на сторінці http://www.quakelive.com/#premium [Архівовано 24 травня 2009 у Wayback Machine.]
Також грі було присвоєно рейтинг Teen [Архівовано 18 квітня 2015 у Wayback Machine.] (дітям віком від 13 років), задля чого були внесені деякі незначні зміни, помітніші з яких це вилучення деяких моделей гравців, зокрема Cadavre, що зображав Зомбі, та прибрана запалена сигара з рота у моделі Sarge. До речі, багато хто був обурений обома цими змінами.